# غبر المتوسط
غُبَر المتوسط أو پوتاسو (الاسم العلمي: Micromesistius poutassou) أحد النوعين في جنس غبر المتوسط [الإنجليزية] الذي يتبع فصيلة الغادسيات، شائع في شمال شرق المحيط الأطلسي من المغرب إلى أيسلندا وسبيتسبرغن. يعيش أيضًا في الأجزاء الشمالية من البحر الأبيض المتوسط، حيث قد تكون وفيرة محليًا.  يعيش غبر المتوسط أيضًا في شمال غرب المحيط الأطلسي بين كندا وغرينلاند، ولكنه يعتبر نادرًا. له جسم طويل وضيق وجسم فضي. يمكن أن يبلغ السمك أكثر من 40 سم.  يبلغ متوسط طول غبر المتوسط قبالة السواحل الغربية للمملكة المتحدة 31 سم.

## طالع أيضًا
- غبر (سمك)